# Sporidesmium pyriforme
Sporidesmium pyriforme är en svampart som beskrevs av Corda 1837. Sporidesmium pyriforme ingår i släktet Sporidesmium, ordningen Pleosporales, klassen Dothideomycetes, divisionen sporsäcksvampar och riket svampar.   Inga underarter finns listade i Catalogue of Life.